# Дижон, Хани
Хани Дижон (англ. Honey Dijon, ранее известная как Мисс Хани Дижон англ. Miss Honey Dijon, официальное имя — Хани Редмонд, англ. Honey Redmond), американский диджей, продюсер, электронный музыкант и икона моды. Она родилась в Чикаго и живёт в Нью-Йорке. Она выступала в клубах, арт-ярмарках, галереях и модных событиях по всему миру. Хани Дижон известна тем, что не придерживается какого-либо определённого жанра и создает кросс-жанровые сэты.

## Биография
Хани Дижон выросла в южной части Чикаго в семье, которую она называет очень музыкальной. Она начала посещать ночные клубы в подростковом возрасте с согласия родителей. Во время своего пребывания в Чикаго она встречалась и обучалась у ди-джеев и продюсеров, таких, как Деррик Картер, Марк Фарина и Greenskeepers. Позже Хани Дижон переехала в Нью-Йорк, где ее представили Maxi Records и Danny Tenaglia.

## Карьера
После того, как Хани Дижон впервые познакомилась с техно на растущей хаус сцене в Чикаго, она переехал в Нью-Йорк, где стала опорой клубного андеграунда, а также городской индустрии моды.

## Правозащитная деятельность
Дижон - трансгендерная женщина. Она была активным сторонником борьбы за права транс-людей и осведомленность и рассказывала о своем опыте работы как чернокожей транс-женщины диджея в клубной музыке. Она дала интервью британскому телеканалу Channel 4 по вопросу об открытости трансгендерных людей и приняла участие в обширной дискуссии за круглым столом с DJ Sprinkles / Terre Thaemlitz о «ремиксировании пола» в электронной музыке, организованной музеем MoMA PS1. в Нью-Йорке.